# ماساهیرو کاتو
ماساهیرو کاتو (ژاپنی: 加藤 正浩؛ زادهٔ ۲ آوریل ۱۹۷۱) یک بازیکن فوتبال اهل ژاپن است.
از باشگاه‌هایی که در آن بازی کرده‌است می‌توان به باشگاه فوتبال توکیو وردی اشاره کرد.